# 狩野元信

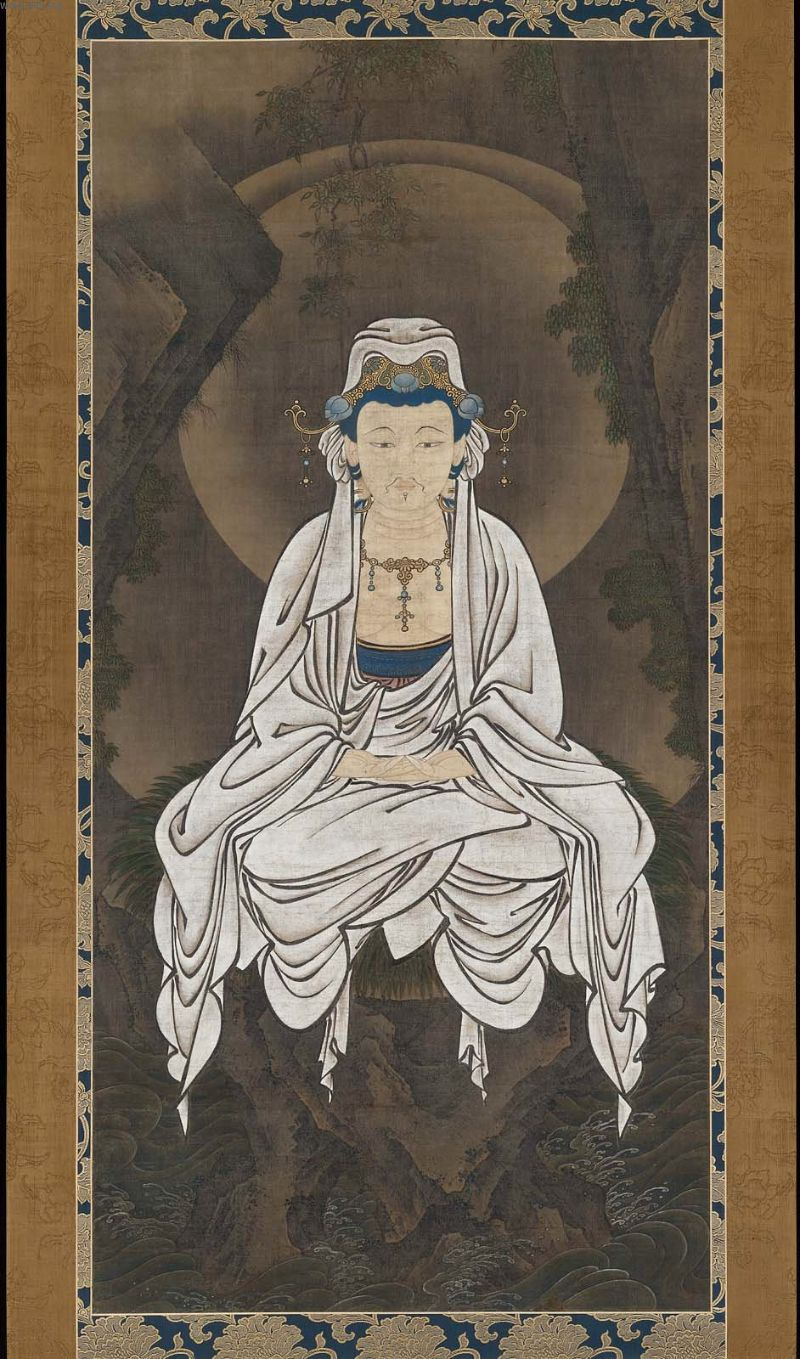
白衣観音図（狩野元信・画、ボストン美術館所蔵）

狩野 元信（かのう もとのぶ、 文明8年8月9日（1476年8月28日）? - 永禄2年10月6日（1559年11月5日））は、室町時代の絵師。狩野派の祖・狩野正信の子（長男または次男とされる）で、狩野派2代目。京都出身。幼名は四郎二郎、大炊助、越前守、さらに法眼に叙せられ、後世「古法眼」（こほうげん）と通称された。弟は雅楽助。
父・正信の画風を継承するとともに、漢画の画法を整理（後述）しつつ大和絵の技法を取り入れ（土佐光信の娘千代を妻にしたとも伝えられる）、狩野派の画風の大成し、近世における狩野派繁栄の基礎を築いた。

## 略歴

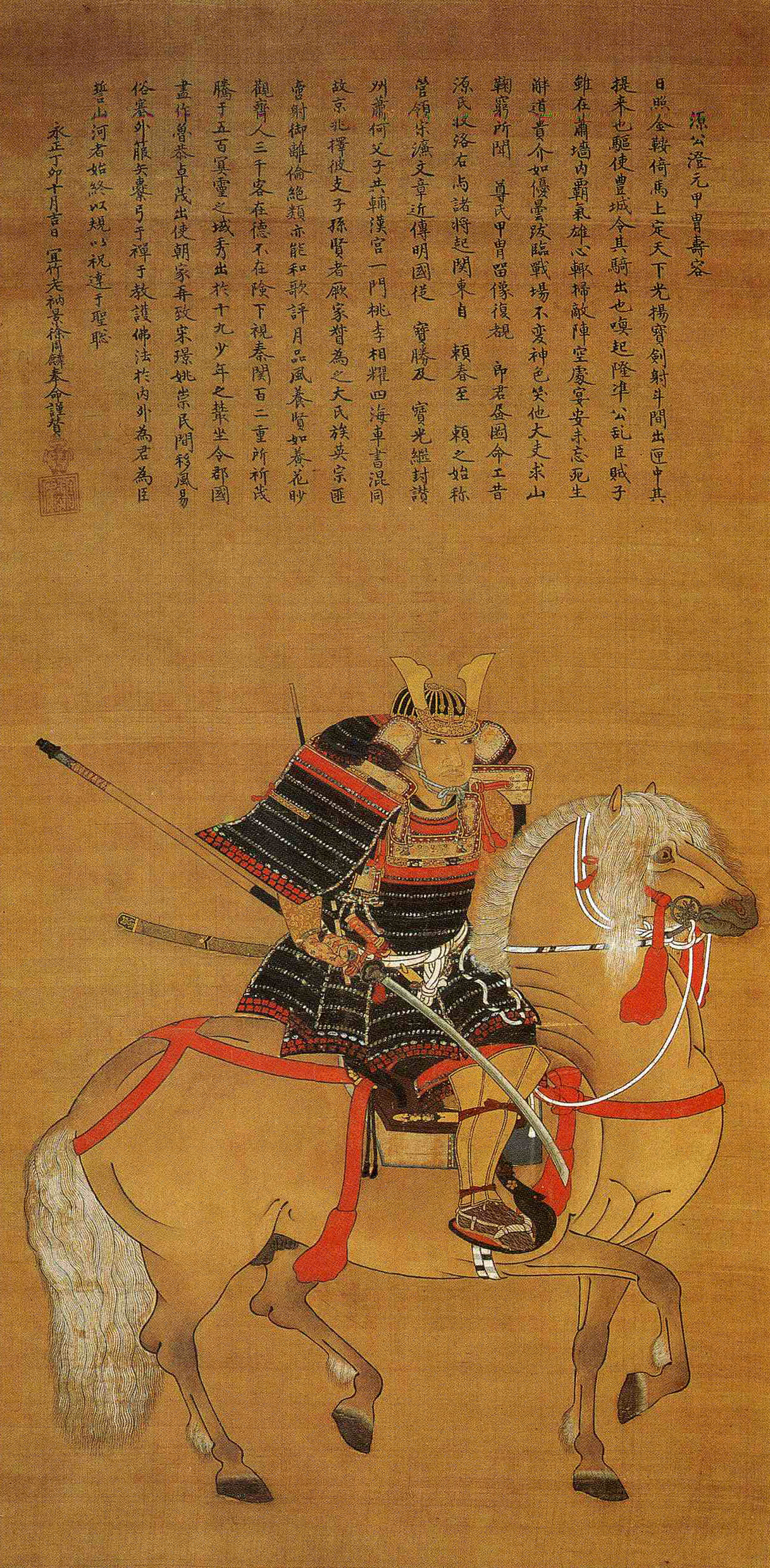
細川澄元像

10才の時、将軍足利義尚の近侍となり、足利義澄にも仕えたとされる。
製作年が明らかな最初の絵師としての作例は、永正4年（1507年）細川澄元の出陣影の制作である。記録上の初見は永正10年（1513年）で、細川高国の命で『鞍馬寺縁起絵』を制作している。現存する大徳寺大仙院の障壁画は、同院創建時の永正10年（1513年）の制作とするのが通説であったが、大仙院方丈の改築が行われた天文4年（1535年）の作とする見方もある。元信は60歳代にあたる天文年間に以下のような大きな仕事に携わっている。まず、天文8年（1539年）から約15年間、石山本願寺の障壁画制作に携わった。この間、天文12年（1543年）には内裏小御所、同じ頃には妙心寺霊雲院の障壁画を描き、天文14年（1545年）頃に法眼（僧の位の一つ）を与えられている。墓所は京都市妙覚寺と墨田区本法寺。
こうした権力者の需要に応える一方で、町衆には絵付けした扇を積極的に販売し、当時の扇座の中心人物であった。『古画備考』所載の幕府への起請文には、扇絵制作の権利を持たないものが勝手に扇を作るのは違反なので、即刻その停止を命じて欲しいと記されており、元信の画工というより有能な事業主としての姿と、狩野派の民間工房的性格を垣間見られる。元信は、幕府、朝廷、石山本願寺、有力町衆など、時の有力者より庇護を受けつつ、戦国の乱世を生き抜いた絵師である。

## 狩野派様式の確立
元信の作品は、漢画（大和絵に対して中国風の画を指す）系の水墨画法を基礎としつつ、大和絵系の土佐派の様式を取り入れ、書院造建築の装飾にふさわしい日本的な障壁画様式を確立した点に特色がある。

新たな顧客からの注文の増加と多様化に対応するため、元信は新たな画風や制作体制の必要にせまられた。当時の絵師は牧谿様、夏珪様など宋や元時代の中国画人の作風で描くことを求められたが、日本にある彼らの作品は小品が多く障壁画や屏風絵のような大画面の構成に不向きであった。そこで元信は、彼らの筆様の整理・統合し、書体になぞらえた「真」「行」「草」の3種類の画体を確立、これを弟子たちに学ばせて、幅広い注文主の要求に応えた。多種多様な絵を大量制作できるこの方法は、後の狩野派の制作体制を決定づける事になる。なお、真体は馬遠と夏珪、行体は牧谿、草体は玉澗の画風を元としている。そのため現在でも大量の「元信印」を持つ作品が残っているが、それが却って元信自身の作品を見分けるのを困難にしている面もある。

また、大和絵系絵師の専門領域であった絵巻物や金碧画を積極的に取り込み、上記の漢画の筆法や堅固な画面構成を取り入れ、華麗さと力強さが共存した和漢融合の様式を生み出した。後の狩野永納が著した『本朝画史』には「狩野家は是、漢にして和を兼ぬる者なり」という有名な一節があるが、和漢兼帯の姿勢は元信の時代から培われた狩野派の特色である。
職業絵師としてさまざまなジャンルの作品を残しており、『飯尾宗祇像』（ボストン美術館）のような肖像画、兵庫・賀茂神社の『神馬図額』（絵馬）のような作品も現存している。

## 代表作

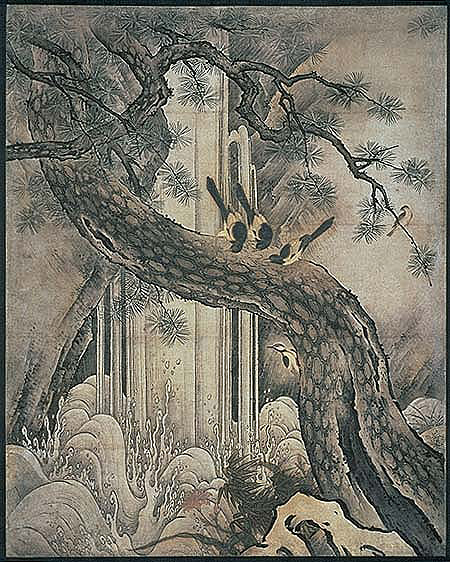
大仙院方丈障壁画『四季花鳥図』のうち

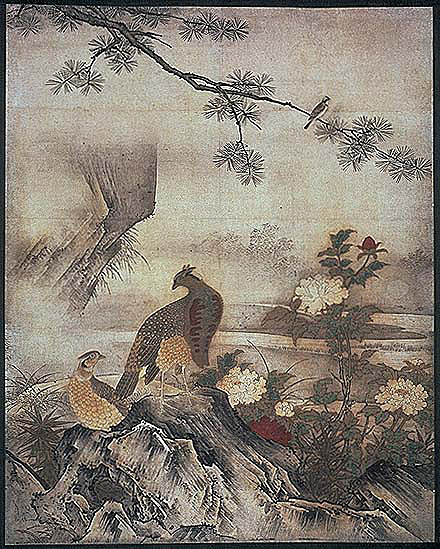
大仙院方丈障壁画『四季花鳥図』のうち

### 重要文化財
- 四季花鳥図 （京都・大仙院） 8幅  紙本著色 京都国立博物館寄託
- 禅宗祖師図 （東京国立博物館） 6幅  紙本墨画淡彩
- 蔬果図 （東京国立博物館） 4幅 紙本墨画淡彩
- 朱買臣図 （東京国立博物館） 2幅 紙本墨画淡彩
- 山水図 （東京国立博物館） 4幅 紙本墨画淡彩
- 太公望・林和靖図 （東京国立博物館） 4幅 紙本墨画淡彩
- 西王母・東方朔図（東京国立博物館） 4幅 紙本墨画淡彩

上記は大徳寺塔頭大仙院方丈（本堂）の旧障壁画。同時に「中国故事人物図」「四季耕作図」（共に重文）も描かれたが、こちらは別の有力絵師の作とされる。現在は掛軸装に改装され、一部は東京国立博物館の所蔵となっている。大仙院方丈の室中には、相阿弥の「瀟湘八景図」が描かれており、それを取り囲むようにしつらえられた。特に「四季花鳥図」は元信様式を最も明瞭に伝える代表作とされる。そこに描かれた色鮮やかな花鳥や、力強い松と滝は、後の豪壮華麗な桃山障壁画を予感させる。東博所蔵品は「e国宝」に画像がある。
- 霊雲院障壁画 （京都・霊雲院） 49幅 紙本墨画淡彩 天文12年（1543年） 霊雲院は妙心寺の塔頭、京都国立博物館寄託
- 四季花鳥図屏風 （白鶴美術館） 六曲一双 紙本金地著色 天文18-19年（1549年-50年）
- 瀟湘八景図 （京都・東海庵） 4幅 紙本墨画 霊雲院旧蔵 京都国立博物館寄託
- 釈迦三尊像 （京都・禅林寺） 1幅 紙本墨画淡彩
- 楼閣山水図 （京都・金地院） 1幅　紙本淡彩
- 神馬図額 （兵庫・賀茂神社） 2面
- 釈迦堂縁起絵巻 （京都・清凉寺） 6巻 紙本著色 京都国立博物館寄託
- 富士参詣曼荼羅図 （富士山本宮浅間大社）
- 細川澄元像 （永青文庫） 1幅 絹本著色 景徐周麟賛

### その他
- 細川高国像 （京都・東林院） 1幅 絹本著色 大休宗休賛 : 賛の年記等から、細川氏綱が高国の13回忌法要のために描かせた。
- 酒呑童子絵巻 （サントリー美術館） 3巻 紙本著色 : 小田原北条氏2代目の北条氏綱の依頼で描かれた。
- 酒飯論絵巻 （文化庁）
- 馬上の宗祇像 （ボストン美術館） 1幅 絹本著色

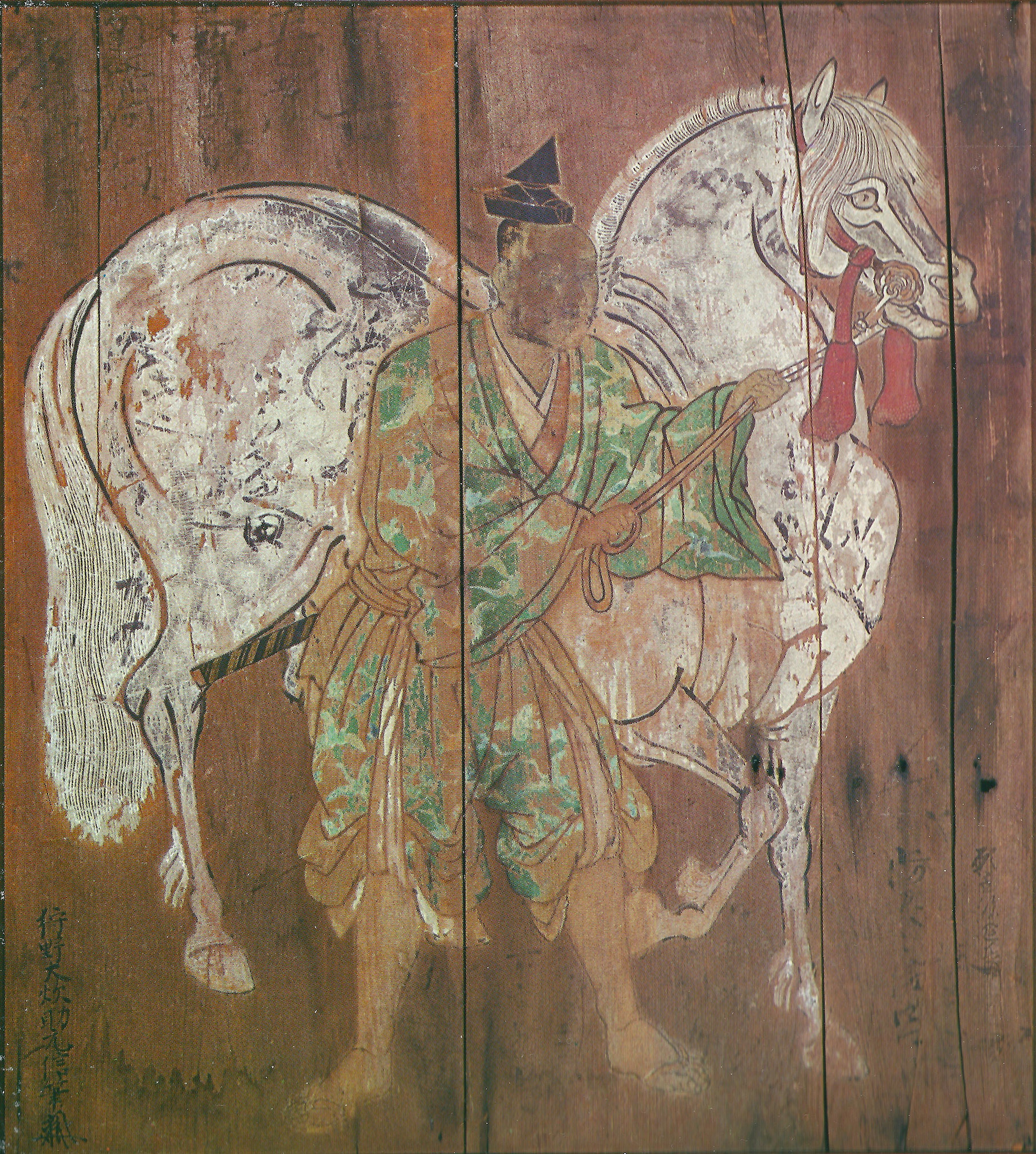
神馬図額（賀茂神社）
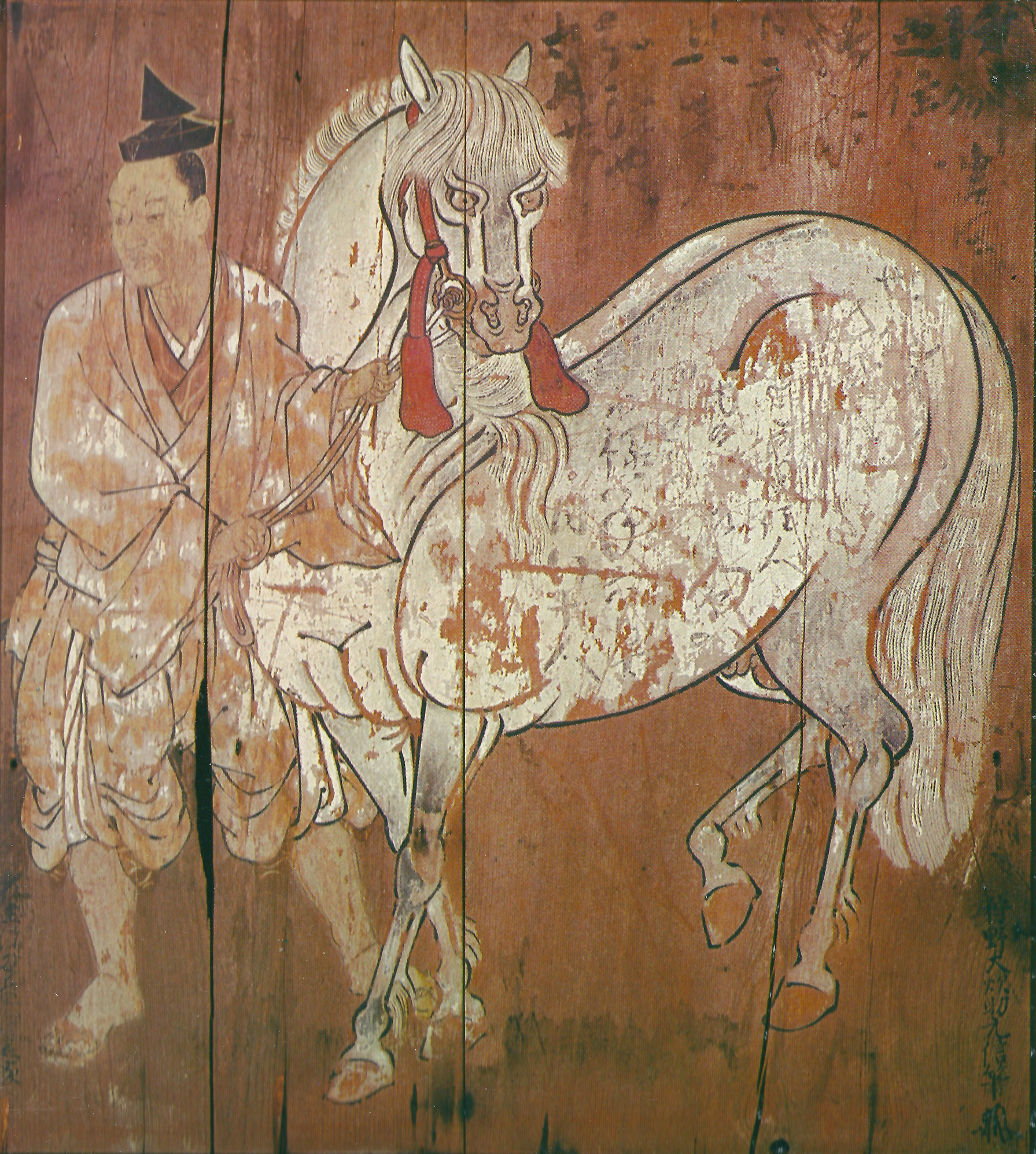
同左
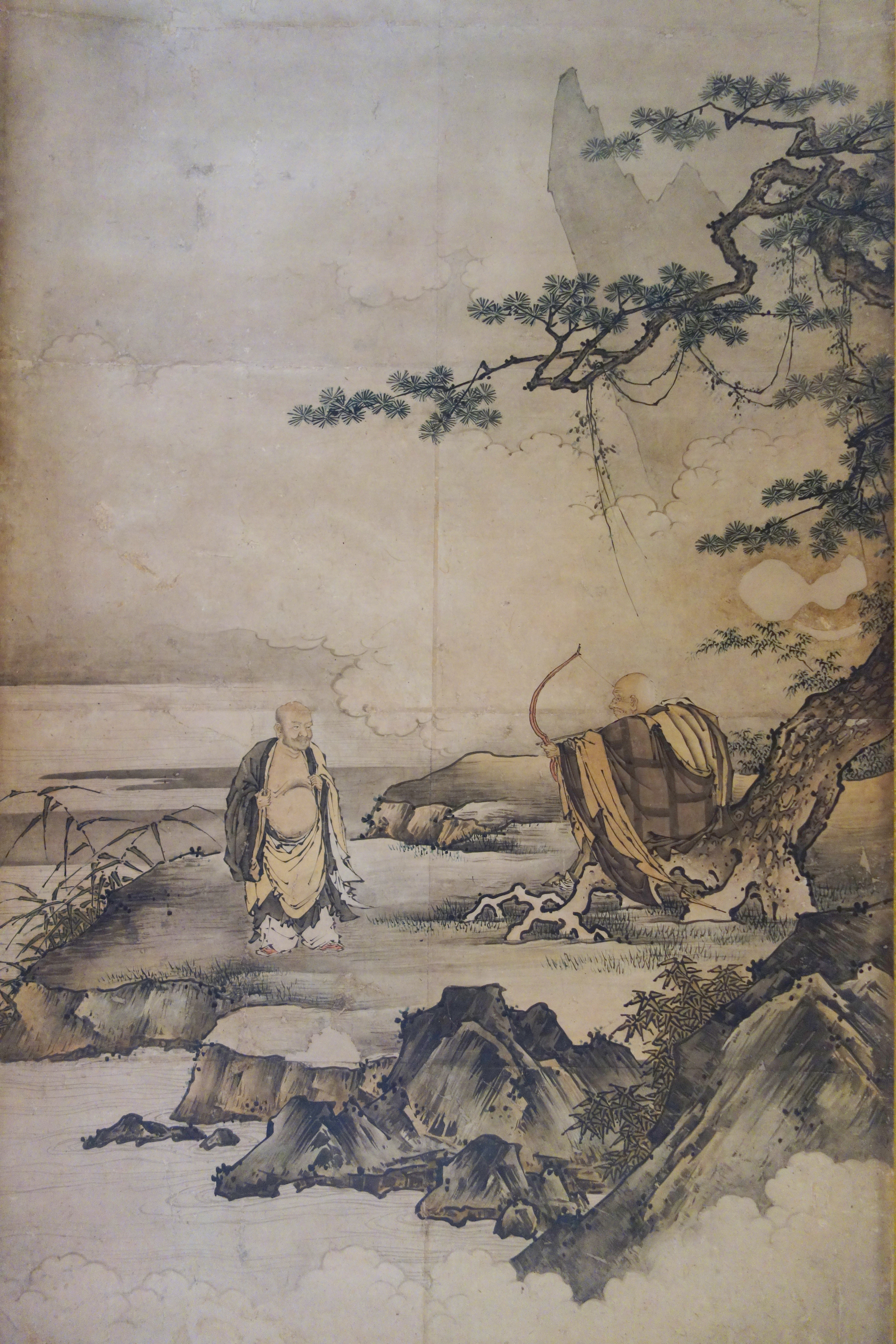
禅宗祖師図のうち石鞏張弓・三平開胸図（東京国立博物館蔵）
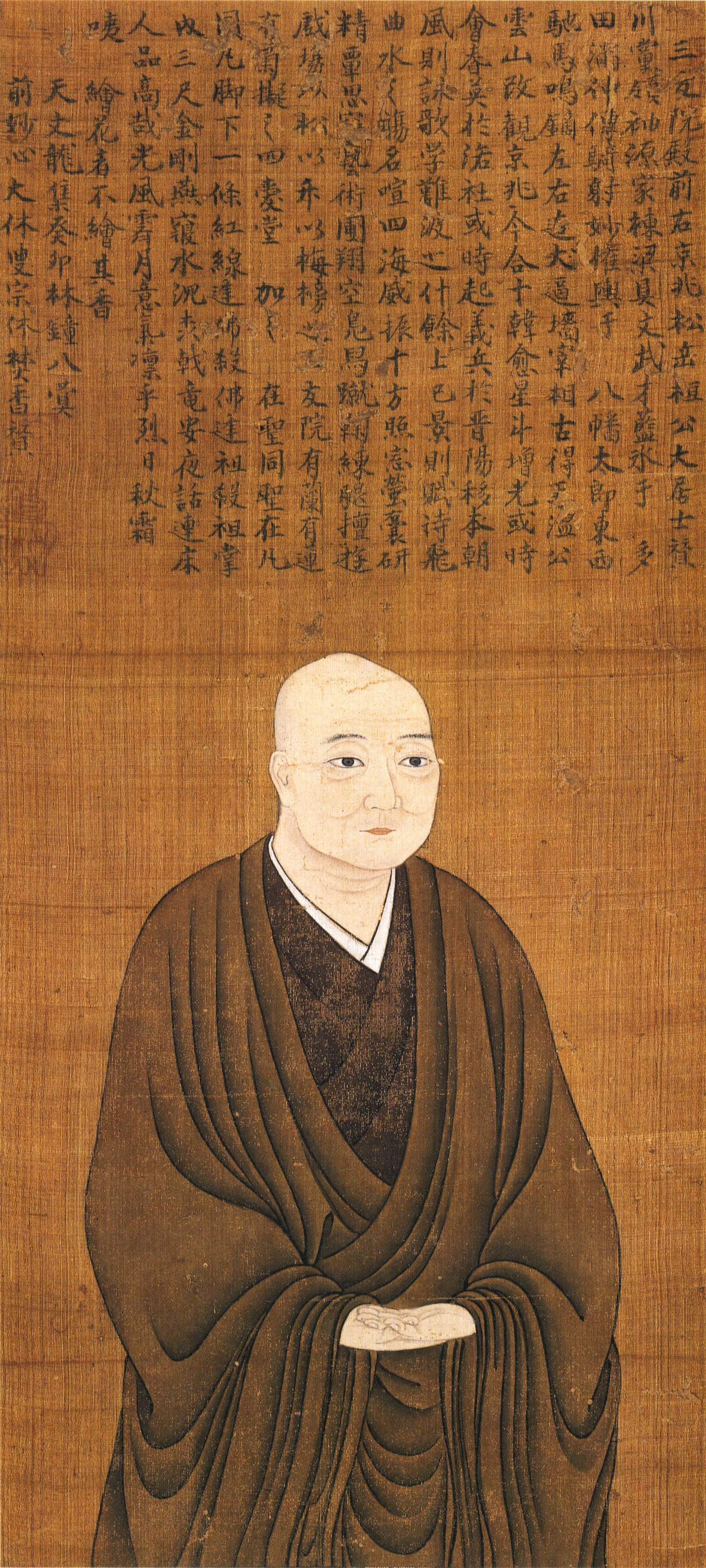
細川高国像

## 参考資料
- 山本英男 国立文化財機構監修 『日本の美術485 初期狩野派―正信・元信』 至文堂、2006年 ISBN 4-7843-3485-8
- 京都国立博物館編集 『室町時代の狩野派 画壇制覇への道』 中央公論美術出版、1999年 ISBN 4-8055-0362-9 下記の図録の増補編集した物
- 図録 『特別展覧会 室町時代の狩野派 ─画壇制覇への道─』 京都国立博物館、1996年
- 『すみだゆかりの人々』墨田区教育委員会、1985年、33-35頁。